# Amour nuptial
Amour nuptial est un roman de Jacques de Lacretelle publié 1929 aux éditions Gallimard et ayant reçu l'année suivante le Grand prix du roman de l'Académie française.

## Éditions
- Amour nuptial, éditions Gallimard, 1929  (ISBN 2-07-023655-2).